# المتقي أشهبار
المتقي أشبهار (بالإنجليزية: Elmottaki Achahbar)‏؛ (مواليد 26 فبراير 1980 - الوفاة 21 يناير 2015) الأديب والكاتب الروائي مغربي الأمازيغي الأصل المنحدر من الريف المغربي وبالضبط من مدينة الحسيمة، ينشر إصداراته على حسابه الخاص، في حين نجد وزارة الثقافة المغربية تسهر على مهرجانات الشيخات وهدر المال العام.توفي رحمه الله يوم الأربعاء 21 يناير 2015 .

## بذرة تعريفية
المتقي أشهبار من مواليد 1980 بجماعة تامسينت اقليم الحسيمة ترعرع في أسرة متعلمة وتابع دراسته في مدينة بني بوعياش حيث تستقر عائلته ونال من ثانوية الخوارزمي شهادة الباكالوريا سنة 2000 كما أن ارتباطه بالمجال السياسي كان وثيقا منذ نعومة أظافره وبخاصة مع الشبيبة الاتحادية الجناح الراديكالي لحزب القوات الشعبية بدأ أولى أعماله الأدبية وسنه لا يتجاوز الخمسة عشر ربيعا وأصدر أول عمل روائي منشور للعموم سنة 2002 تحت عنوان مصرع غريب وهي رواية تقع في 96 صفحة من الحجم المتوسط وهي نفسها السنة التس حصل فيها على شهادة الدروس الجامعية في الدراسات القانونية من جامعة محمد الأول بوجدة وفي سنة 2004 صدر له ثاني عمل روائي بعنوان انتحار المبعدين تفع في 120 صفحة من الحجم المتوسط ونال كذلك شهادة الإجازة في نفس السنة تخصص الإدارة الداخلية ولم يكن الحظ بجانبه رغم رغبته الشديدة في متابعة دراسته العليا فعاد إلى مدينة بني بوعياش ليتجرع مرارة البطالة والانكسار ورغم كل شيء تحدى كل الظروف وأصدر عمل روائي ثالث على حسابه الخاص طبعا وكل مرة تحت عنوان متاهات العاشقين... وله مقالات عديدة صدر بعضها في بعض الجرائد المحلية كما أنه أنهى مجموعة من الأعمال الأخرى لكن ظروفه المادية لا تسمح له بنشرها هذا في غياب تام لأي دعم من أي جهة تذكر
ولازال المتقي يتجرع مرارة البطالة والانكسار لكنه لازال يكتب ويكتب حتى تمنعه المنية عن الكتابة... ولا زال يقاوم الأشرار في بني بوعياش وفي الريف وفي المغرب لأن صوت الحق لا يعلى عليه صوت مهما طال الزمن وأصحاب العزائم القوية لا تكسرها الرياح العاصفة ولا تزلزلها الأمواج العاتية.

## مؤلفاته

### المنشورة
- مصرع غريب: رواية درامية تقع في 92 صفحة من الحجم المتوسط، صدرت سنة 2002 عن دار النخلة للكتاب بوجدة. تدور أطوار الرواية حول شاب فشل في تحقيق أحلامه داخل مجتمع تقليدي محافظ. ورغم إصراره وهجرته إلى أوروبا فإنه لم يفلح في إيجاد الحياة التي كان يحلم بها منذ صغره، فمات وحيدا في بيت عمه في مدينة امزار، جراء الألم الذي لحق به بعد طول البحث والانتظار.
- انتحار المبعدين: رواية صدرت سنة 2004 عن مكتبة القدس بوجدة. تقع في 122 صفحة من الحجم المتوسط، وهي حكاية لجماعة من شباب يعيشون في البادية انبهروا بالخارج «أوروبا» بعد عودة رفيق صباهم إلى القرية، وقد تحسنت أحواله جراء النعيم الذي أصابه من هجرته، وبعد محاولة وأخرى مثها أفلح شباب القرية من تجاوز الحدود البحرية، فغرقوا وماتوا جميعا وحلت الفاجعة بذويهم، لكن الأمل في عبور النهر لا يزال مترسخا لدى من سيأتي بعدهم.
- متاهات العاشقين: رواية صدرت سنة 2008 عن مكتبة المعارف الجامعية بفاس تعالج موضوعا اجتماعيا صرفا يدور حول شاب ارتبط قلبه بفتاة عمره، فحلم بها زوجة في بيته وأما لأولاده، وعاشا أياما سعيدة، أيام الصبا الجميلة، لكن قدر الفتاة كان بعيدا عن محيط الفتى العاشق الولهان، فتحولت حياتهما إلى جحيم لا يطاق، حيث سافرت الفتاة إلى أوروبا وبقي الفتى في البلدة يحترق ألما وشوقا ونال منه العذاب حتى فقد عقله وتاه في الأرض ليكتشف عالما آخرًا متوحشا أسود لا رحمة فيه خاصة بعد وصول خبر موت الفتاة في أوروبا وبعد رحلة بوذية طويلة عاد الفتى إلى رشده واستقر حاله وتأقلم مع المجتمع.

### غير المنشورة
- دراسة تاريخية لدور الأحزاب السياسية المغربية في الريف من فترة الحماية إلى ما بعد الاستقلال.
- رواية تحت عنوان آمال مغتصبة.
- رواية بوليسة بعنوان مشرد الحي.
- رواية تاريخية تعالج أحداث 1959 بالريف.
- مملكة البؤساء رواية درامية تيمتها الصراع الطبقي في المغرب.
- خادمة في بيتنا رواية تعالج قضايا أفراد الطبقة الرابعة في المجتمع.
- محرقة السلوقي: رواية تعالج محرقة الحسيمة يوم 20 فبراير 2011 بالريف شمال المغرب.

## وفاته
توفّي الكاتب المتقي أشهبار وعضو المكتب المحلي لجمعية المعطلين ببني بوعياش بعد تعرضه لحادثة سير يوم الإثنين 19 يناير 2015 على الطريق الساحلي قرب مدينة الناظور.
وقد لفظ الراحل أنفاسه الأخيرة صباح يوم الأربعاء 21 يناير2015 بالمستشفى الجامعي بالرباط بعد أن تم نقله من المستشفى الحسني بالناظور نتيجة تدهور صحته حيث كانت تتطلّب حالته الصحية عملية جراحية مستعجلة على مستوى القفا.
وقد خلّف هذا الخبر المفجع ذهولا وسط مناضلي فرع جمعية المعطلين ببني بوعياش ووسط ساكنة بني بوعياش عموما.
و قد كان للكاتب عدّة إصدارات منها: “مصرع غريب”: رواية درامية صدرت سنة 2002 عن دار النخلة للكتاب بوجدة، ”انتحار المبعدين”: رواية صدرت سنة 2004 عن مكتبة القدس بوجدة. “متاهات العاشقين”: رواية صدرت سنة 2008 عن مكتبة المعارف الجامعية بفاس، “محرقة السلوقي” وهي رواية تؤرخ لأحداث انتفاضة 20 فبراير 2011 بالحسيمة.
وللكاتب عدة أعمال غير منشورة، كما كان من نشطاء حركة 20 فبراير ببني بوعياش وعضو بحزب الاتحاد الاشتراكي للقوات الشعبية، وكان شاهدا على اغتيال زميله كمال الحساني.